# Васак Сюни
Васак Сюни (ок. 387—454/455) — князь Сюника с 409 года, после смерти брата Вагинака. Марзпан Иберии 439—442 годов и Армении ок. 442—451 годов. Представитель древнеармянского рода Сюни.
Первый марзпан Иберии примерно между 439-442 гг.
В 449 году был вызван персидским царём Ездигердом II в Ктесифон наряду со спарапетом Варданом Мамиконяном и другими виднейшими армянами, где их заставили отречься от христианства и принять зороастризм.
Попытка персов насадить зороастризм в Армении вызвала в том же году восстание, которое возглавил вернувшийся к христианству Вардан Мамиконян. Васак Сюни поначалу тоже участвовал в движении и взял под своё командование треть войска повстанцев; но он был сторонником соглашения с персами и после обещанной Йездигердом II амнистии перешёл на сторону Сасанидов, возглавив проперсидскую партию среди армянской знати. Он разорил Араратскую долину, затем укрепился в Дербентском проходе и привлёк на свою сторону (и сторону персов) иберов и ряд кавказских племен. На стороне персов участвовал в Аварайрской битве, где погиб Вардан Мамиконян. Однако он проявил явную неспособность умиротворить Армению и прекратить продолжающееся восстание; был вызван в Ктесифон, где царь обвинил его в пособничестве восстанию и разорении Армении и приговорил к смерти. Умер в заключении.